# Impulsní pohon
Impulsní pohon, často také zkráceně Impuls (anglicky impulse drive), je fiktivní technologie vesmírných lodí v univerzu Star Trek. Byl vyvinut pro cestování rychlostí menší než je rychlost světla. Impuls je poháněn deuteriovým fúzním reaktorem, a umožňuje lodím cestovat mezi planetami nebo na krátké vzdálenosti ve vesmíru. 
Používání impulsního pohonu omezují tři problémy: zrychlení, zpomalení času a využití energie. V seriálech kompenzují zrychlení i zpomalení inerciální tlumiče, které ruší účinky prudkých pohybů lodi. Zpomalení času je znatelné až u rychlostí blížících se rychlosti světla. Pokud jde o využití energie, televizní seriály a knihy nabízejí dvě vysvětlení:
- Star Trek: The Next Generation Technical Manual vysvětluje, že impulzní motor se obvykle skládá z fúzního reaktoru, akceleračního generátoru, soupravy hnacích cívek a vektorové přítlakové trysky řídící tok plazmových zplodin. Fúzní reakce generuje vysoce energické plazma, které prochází skrz hnací cívky; tím tvoří subprostorové pole, které zlepší hnací účinek. [3] Jedná se tedy vlastně o magnetohydrodynamický nebo magnetoplazmodynamický pohon. Tento výklad se hodí na střední až vysoké rychlosti blízko rychlosti světla. Na druhou stranu definice pomocných trysek má blíže k návrhům vysoce účinných hnacích reaktantů (tedy sofistikovaných raketových motorů) a jsou obvykle používány pro přesné manévry. Tudíž pomocné trysky buď využívají jiný princip či typ reakce, nebo nepatří pod impuls a jsou jiným, nezávislým druhem pohonu.

- Když plavidlo cestuje impulzní rychlostí (pomaleji, ale blíží se rychlosti světla), stále se pohybuje v normálním časoprostorovém kontinuu a díky vysoké relativistické rychlosti na něj platí dilatace času. Impulsní výkon je tedy obvykle omezen na maximálně jednu čtvrtinu rychlosti světla (cestování warpem, na druhou stranu, nezahrnuje vlivy dilatace času).